# Orgères, Orne

Orgères este o comună în departamentul Orne, Franța. În 1 ianuarie 2022 avea o populație de 182 de locuitori.